# Louis-Augustin Bosc d’Antic
Louis Augustin Guillaume Bosc (Paris, 29 de janeiro de 1759 –  Paris, 10 de julho de 1828) foi um naturalista francês.
Bosc é homenageado no nome científico de uma espécie de lagarto, Acanthodactylus boskianus.